# Salomon Hermann Mosenthal

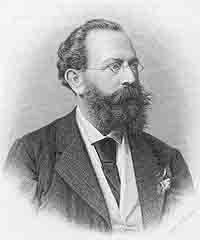
Salomon Hermann Mosenthal.

Salomon Hermann von Mosenthal, född den 14 januari 1821 i Kassel, död den 17 februari 1877 i Wien, var en tysk-österrikisk teaterförfattare av judisk börd.
Mosenthal blev 1851 arkivarie vid undervisningsministeriet i Wien och adlades 1871. "M. egde", heter det i Nordisk Familjebok, "förmågan att bygga upp skådespel med starka kontrastverkningar, där sentimentalitet och yttre effekt hopades och gjorde honom populär." Folkdramat Deborah (1848; "Deborah", 1859), som rör sig kring en judeförföljelse under medeltiden, gick till exempel i London 500 aftnar i rad över tiljan. Stor framgång hade även Der Ssonnwendhof (1854; "I väl och ve Guds vilja ske!", 1861), som är byggd på en berättelse av Gotthelf, och flera sorgespel (Düweke, 1859; Isabella Orsini, 1868, med flera). Vidare skrev han ett tjugotal operatexter, bland annat till "Die lustigen Weiber von Windsor" (musik av Nicolai), "Die Königin von Saba" (musik av Karl Goldmark) och "Die Folkunger" (musik av Kretschmer), förutom dikter (samlade 1866) och noveller ur det judiska familjelivet. Hans Gesammelte Werke utgavs i 6 band 1876–1878.